# Stronnictwo Konserwatywno-Ludowe
De Conservatieve Volkspartij (SKL) (Pools: Stronnictwo Konserwatywno-Ludowe) was een centrumrechtse politieke partij die in de jaren 1997-2003 en 2007-2014 in Polen heeft bestaan.

## 1997-2003
De SKL werd op 12 januari 1997 opgericht als gevolg van een fusie van de Christelijke Volkspartij (SLCh) van Artur Balazs, de Conservatieve Partij (PK) van Aleksander Hall en een deel van de rechtervleugel van de Vrijheidsunie (UW) onder leiding van Jan Rokita. De partij vormde ook een fractie in de Sejm. Deze bestond uit acht leden die waren gekozen op de lijst van de Democratische Unie (UD), onder wie de latere president Bronisław Komorowski. In datzelfde jaar trad de nieuwe partij toe tot de rechtse coalitie Verkiezingsactie Solidariteit (AWS. Deze won op 21 september de parlementsverkiezingen, wat de SKL 15 zetels in de Sejm en 4 in de Senaat opleverde. Ook kreeg de partij enkele ministersposten in de regering van Jerzy Buzek.
Hierop versterkte de partij haar positie binnen de AWS. Ook traden enkele andere partijen tot de SKL toe, onder meer de Conservatieve Coalitie (KK) van Kazimierz Michał Ujazdowski, de eerder door Zbigniew Religa opgerichte Republikeinen en een deel van de Poolse Partij van de Arbeid en een deel van de Beweging van de Honderd. In 2000 had de gezamenlijke Sejm- en Senaatsfractie van de SKL ongeveer 30 leden. Rond die tijd begon de AWS echter te verzwakken. Tijdens de presidentsverkiezingen steunde de SKL formeel nog AWS-kandidaat Marian Krzaklewski, maar veel leden van de SKL spraken zich openlijk uit voor de kandidatuur van oud-minister van Buitenlandse Zaken Andrzej Olechowski. Na de oprichting van het Burgerplatform (PO) in 2001 stapte de SKL uit de AWS om met de nieuwe partij te gaan samenwerken. De partij vormde ook weer een eigen fractie, die voorafgaande aan de parlementsverkiezingen van 2001 uit 18 leden bestond. Een andere groep (inclusief 7 leden van de Sejm) wees de samenwerking met het Burgerplatform af, trad uit de partij en richtte met een aantal politici uit de Christelijk-Nationale Unie (ZChN) een nieuwe partij op, het Verbond van Rechts.
De SKL nam in 2001 aan de parlementsverkiezingen deel op de lijsten van het Burgerplatform en wist als zodanig 22 zetels te bemachtigen en één in de Senaat (Zbigniew Religa). Een deel van de partij, onder wie partijvoorzitter Jan Rokita en Bronisław Komorowski, trad vervolgens ook tot het Burgerplatform toe. Een deel van de partij besloot echter zelfstandig te blijven en acht leden van de Sejm vormden een eigen SKL-fractie. 
In januari 2002 fuseerde de SKL met de christendemocratische PPChD tot Stronnictwo Konserwatywno-Ludowe - Ruch Nowej Polski (Conservatieve Volkspartij - Beweging voor een Nieuw Polen). Desondanks liepen veel leden van de SKL-RNP over naar het Burgerplatform. In december 2003 besloot de partij zichzelf te ontbinden, al heeft deze op papier nog tot 2006 bestaan. Veel leden traden daarop toe tot de nieuwe Centrumpartij van Zbigniew Religa.

## 2007-2014
In augustus 2007 liet voormalig SKL-voorzitter Artur Balazs de SKL opnieuw registreren. Onder zijn medestanders waren opnieuw Zbigniew Religa, die op dat moment minister van Volksgezondheid was, en andere leden van de inmiddels op haar eind lopende Centrum-Partij. In 2011 besloot het partijbestuur van de SKL een fusie te gaan nastreven met de nieuwe partij Polen is het Belangrijkst (PJN), maar dit mislukte. Tijdens de parlementsverkiezingen van 2011 werkte de partij samen met Recht en Rechtvaardigheid (PiS), maar wist geen zetels te bemachtigen. Op 1 maart 2014 gingen de SKL op in de nieuwe partij Polen Samen (Polska Razem) van voormalig minister van Justitie Jarosław Gowin, die eerder uit het Burgerplatform was gestapt.